# 恩滕方湖
51°22′36″N 6°49′00″E / 51.37671°N 6.81672°E

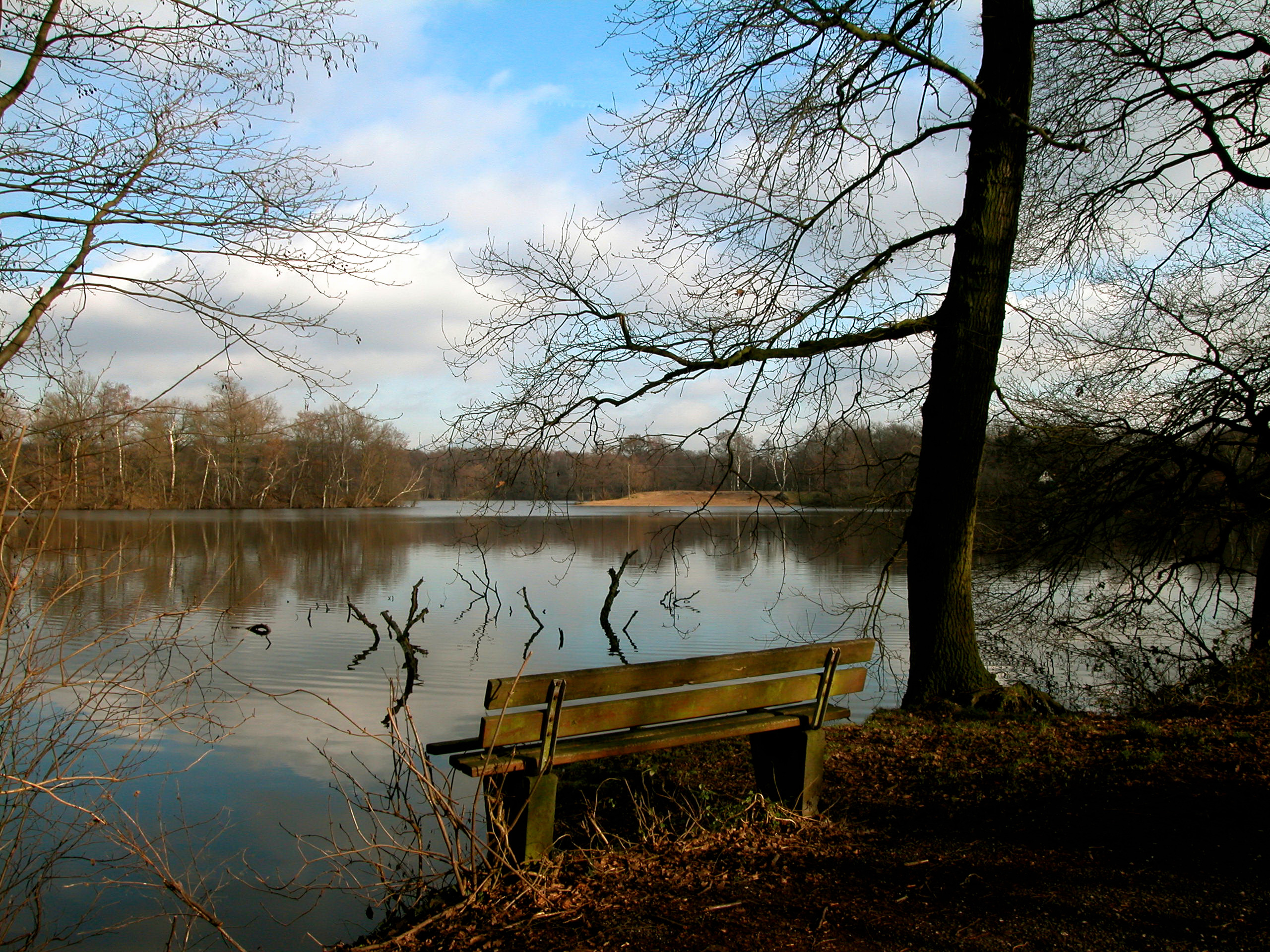

恩滕方湖（德語：Entenfang），是德國的湖泊，位於該國西部，由北萊茵-威斯特法倫州負責管轄，處於魯爾河畔米爾海姆，長0.5公里、寬0.4公里，面積0.1平方公里，湖岸線長度2公里。